# 展羽毛蕨
展羽毛蕨（学名：Cyclosorus evolutus）为金星蕨科毛蕨属下的一个种。